# Дік Тол
Дік Тол (нід. Dick Tol, нар. 21 серпня 1934, Волендам — пом. 13 грудня 1973, Амстердам) — нідерландський футболіст, що грав на позиції нападника.

## Життєпис
Народився 21 серпня 1934 року в місті Волендам. Вихованець футбольної школи місцевого клубу «Волендам». Дорослу футбольну кар'єру розпочав 1955 року в основній команді того ж клубу, кольори якої і захищав протягом усієї своєї кар'єри гравця, що тривала тринадцять років. В сезоні 1961–62 став найкращим бомбардиром першості Нідерландів з 27 забитими голами.
Помер 13 грудня 1973 року на 40-му році життя у місті Амстердам.

## Досягнення
- Найкращий бомбардир чемпіонату Нідерландів: 1961–62 (27 голів)